# Sterz

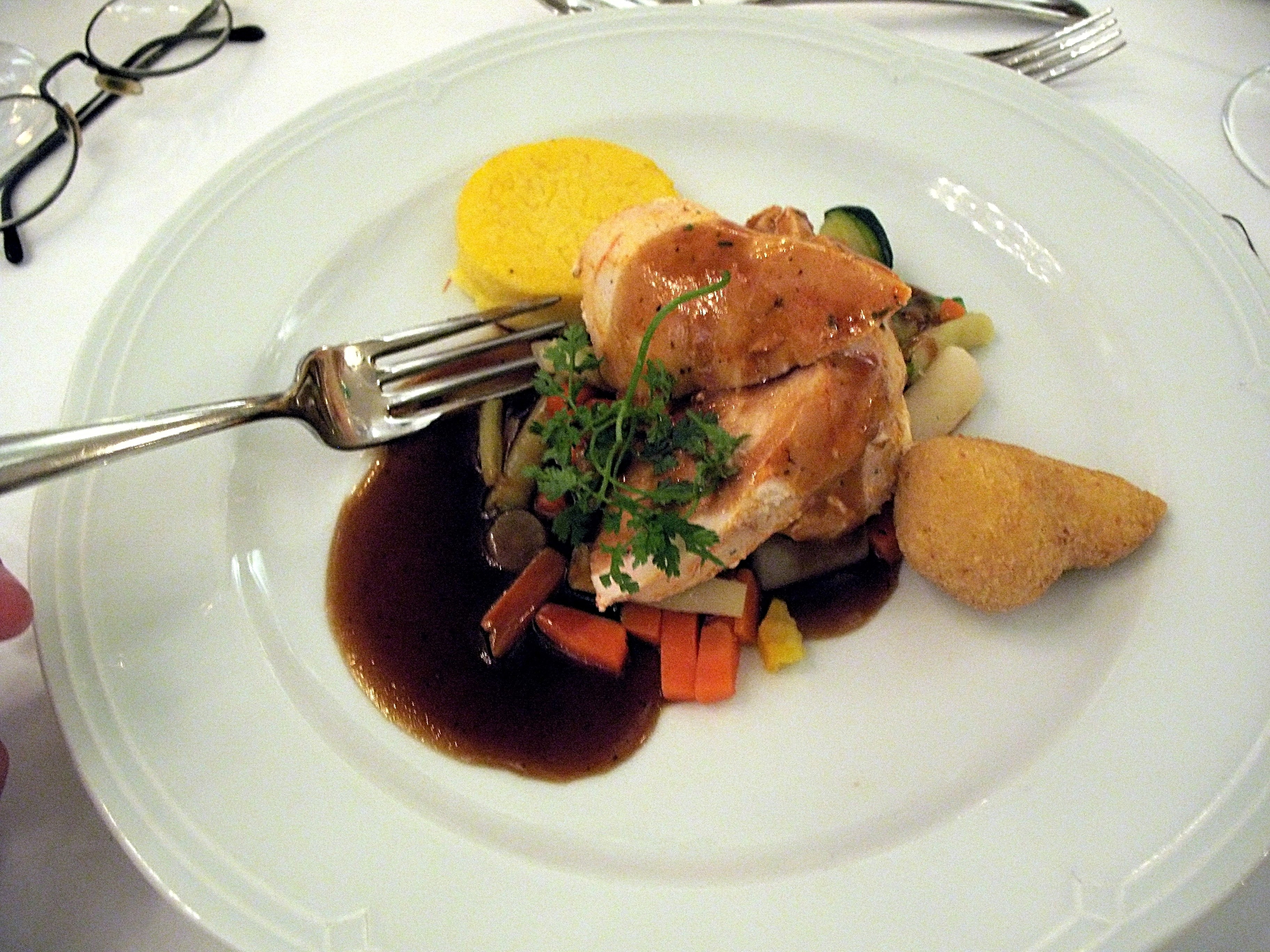
Früher ein Armeleutegericht, findet der Sterz als Beilage heute auch in der gehobenen Küche Verwendung

Sterz (Muas) bezeichnet eine Zubereitungsart einfacher Gerichte in kleinbröckeliger Form aus Buchweizenmehl (Heidensterz), Maisgrieß (Türkensterz), Roggenmehl (Brennsterz), Weizengrieß (Grießsterz), Kartoffeln (Erdäpfelsterz) oder Bohnen (Bohnensterz), die in Bayern, Österreich, Kroatien und Slowenien verbreitet ist und bei manchen Zutaten, z. B. Kartoffeln, auch einem Schmarrn verwandt ist.
Früher war der Sterz ein typisches Armeleuteessen, und noch heute essen Bauern und Landarbeiter in Kärnten und der Steiermark häufig Sterz mit Schweineschmalz und Grammeln als Gabelfrühstück. In früheren Zeiten war bei Holzarbeitern, den Holzknechten, im südlichen Oberösterreich, in der Obersteiermark, im Südosten von Österreich der Sterz, in Tirol, Salzburg und Bayern das „Muas“ das Standardessen, weil dafür bei den oft monatelangen Aufenthalten in den Wäldern nur Mehl und Schweineschmalz als Proviant mitgenommen werden mussten. In Vorarlberg und Tirol wird ein ähnliches Gericht als Riebel bezeichnet. Der Ribel in Tirol entspricht in etwa dem Sterz, der Vorarlberger Riebel wird jedoch aus einer Mischung aus Mais- und Weizengrieß zubereitet und weicht somit von der üblichen Definition ab. In Kroatien und Slowenien ist das Gericht unter Žganci (für das Gericht an sich, bzw. je nach verwendetem Getreide als Hajdini Žganci, kroat., Ajdovi Žganci, slow. für Heidensterz und Bijeli Žganci (weißer Sterz) aus Kartoffeln und Weizenmehl) verbreitet.

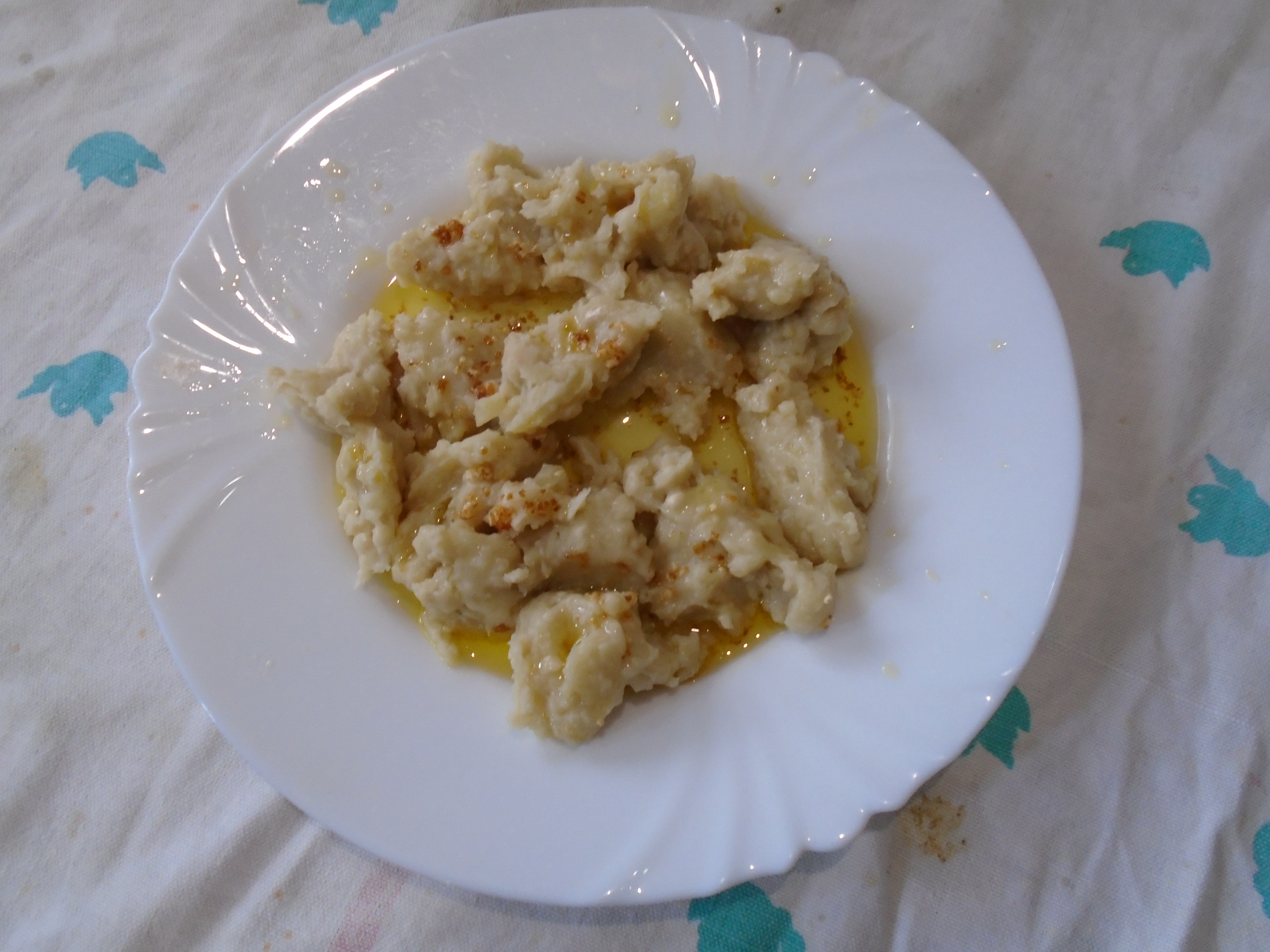
Bijeli žganci – ein Gericht aus Weizenmehl und Kartoffeln (Nordkroatien)

## Heidensterz
Der Sterz wird auf den Teller gestürzt und ist ein bröseliges Gericht aus Heidenmehl (österreichisch für Buchweizenmehl). Das Knöterichgewächs Buchweizen wird mehr oder weniger fein geschrotet zu Heidenmehl.
In Kärnten wird   das Mehl zunächst  in der trockenen Pfanne unter Rühren „gelunden“, und auch die meisten steirischen Rezepte empfehlen jetzt, das Mehl vor der Weiterverarbeitung erst bei schwacher Hitze zu erwärmen („zu linden“), bis ein angenehm nussiger Geruch entsteht. In Kärnten wird es sodann mit kleinen Mengen kochenden Wassers angerührt, wobei zu beachten ist, dass keine Klumpenbildung erfolgt. Beim eher steirischen „Häfensterz“ schüttet oder rührt man das Mehl jedoch im Verhältnis 1:5 in einem Zug in kochendes, leicht gesalzenes Wasser, sodass ein Knödel entsteht, der etwa zwanzig Minuten gekocht wird. Dann wird das Wasser abgegossen und der Knödel mit Gabeln aufgerissen. Zum Servieren lässt man durchwachsenen Speck aus und gibt die Grammeln samt Fett über den Heidensterz. Dazu eignet sich Rindsuppe; heutzutage findet man Heidensterz meist als Beilage zur Schwammerlsuppe oder zur Klachelsuppe, einer deftigen Suppe mit Sauerrahm und zerkleinerten Schweinsfüßen.
Dieser Variante des Sterzes ähnliche Gerichte finden sich auch in Regionen außerhalb Österreichs, etwa die Buchweizenklöße in der Eifel.

## Türkensterz

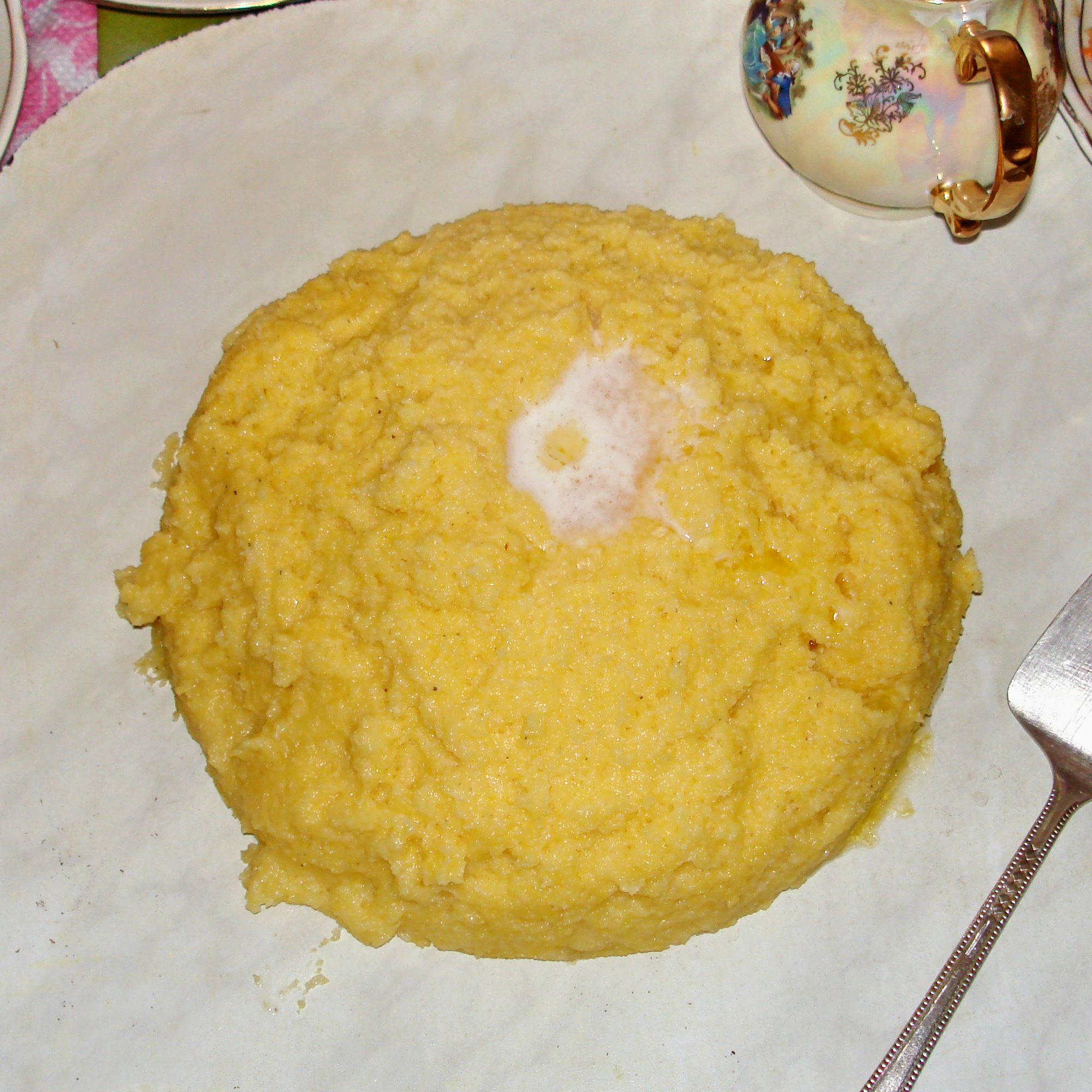
Die rumänische Mămăligă ist mit dem Türkensterz quasi identisch.

Der Türkensterz, auch Gelber Sterz genannt, wird aus einem Teil Maisgrieß und zwei Teilen gesalzenem Wasser gekocht. Er ist ein Verwandter der Polenta, wird aber wie der Heidensterz nach dem Kochen gerissen. Er wird entweder süß mit Milch oder Milchkaffee, mit Joghurt, mit Sauermilch oder aber deftig mit Grammeln serviert. Mit Speck und Käse in einer Pfanne geröstete Polenta wird im österreichischen Bundesland Kärnten als Frigga bezeichnet. In Rumänien wird sehr gerne ein dem Türkensterz verwandtes Gericht namens Mămăligă gegessen.

## Erdäpfelsterz
Beim Erdäpfelsterz oder Erdäpfelschmarrn werden gekochte, geschälte Erdäpfel (Kartoffeln) kalt fein gerieben und anschließend mit einer Prise Salz und etwas Mehl verrührt, sodass kleine Knöllchen entstehen. Anschließend wird die Masse in einer Pfanne in rauchend heißem Öl herausgebacken. Kann sowohl als pikante Beilage wie auch als Süßspeise gegessen werden (in diesem Falle mit Staubzucker überstäuben). Auch Reblsterz (Pulkautal) genannt, da er nicht gerührt, sondern die geriebenen Erdäpfel mit Salz und Mehl abrebelt und dann in Schmalz angeröstet und im Backrohr angedünstet wird. Dazu werden Bohnensalat, im Sommer auch Gurken- oder Tomatensalat, gegessen.

## Bohnensterz

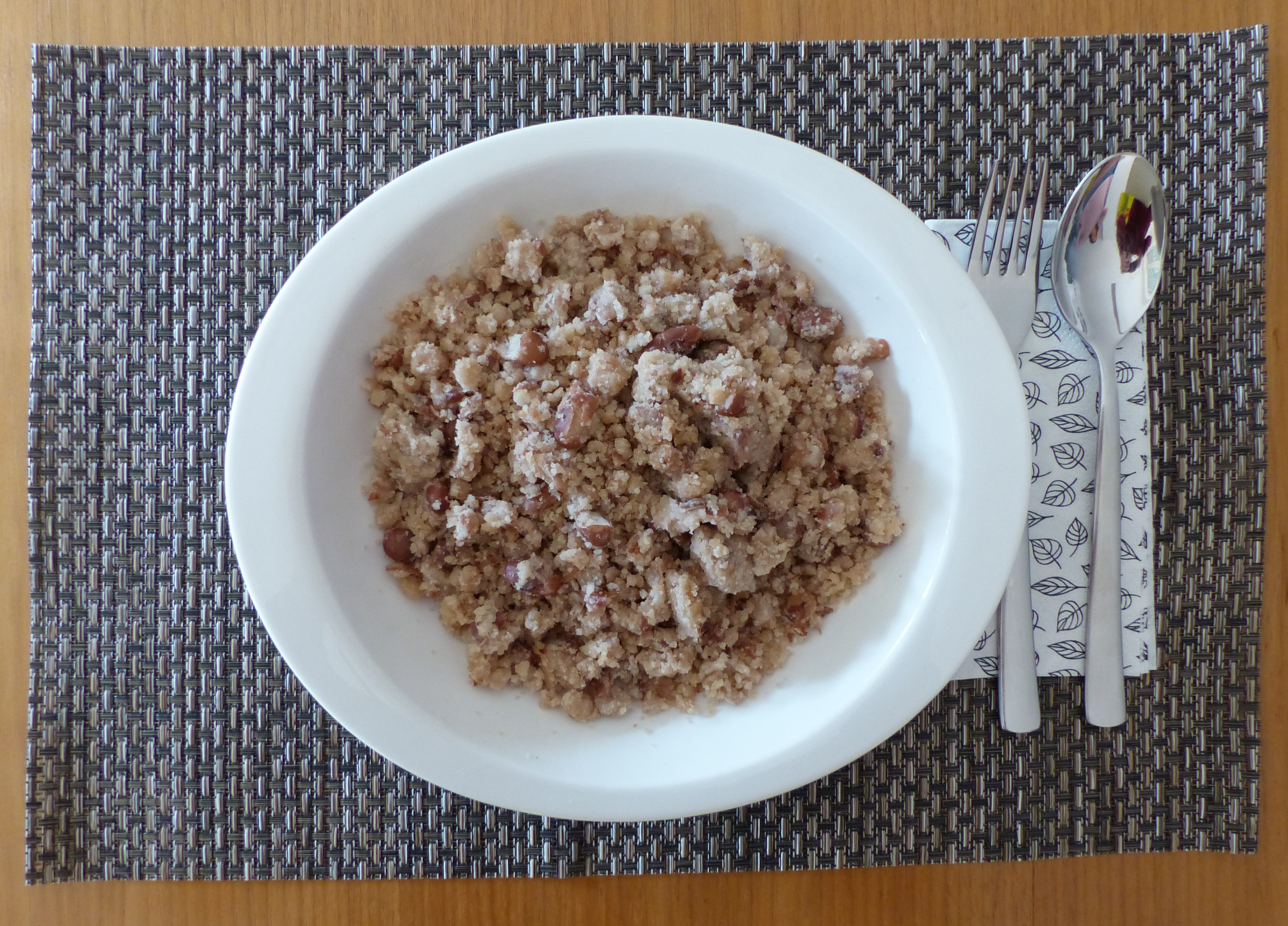
Bohnensterz aus dem Burgenland

Eine im Burgenland verbreitete Variante des Sterzes ist der Bohnensterz, wo gekochte Bohnen mit Mehl und dem Wasser, in dem die Bohnen zuvor gekocht wurden, vermischt zu einem Sterz in der Pfanne zubereitet werden.